# Pont de Carles III

Detall del pont, cap a l'any 1867. Arxiu fotogràfic Ruiz Vernacci.

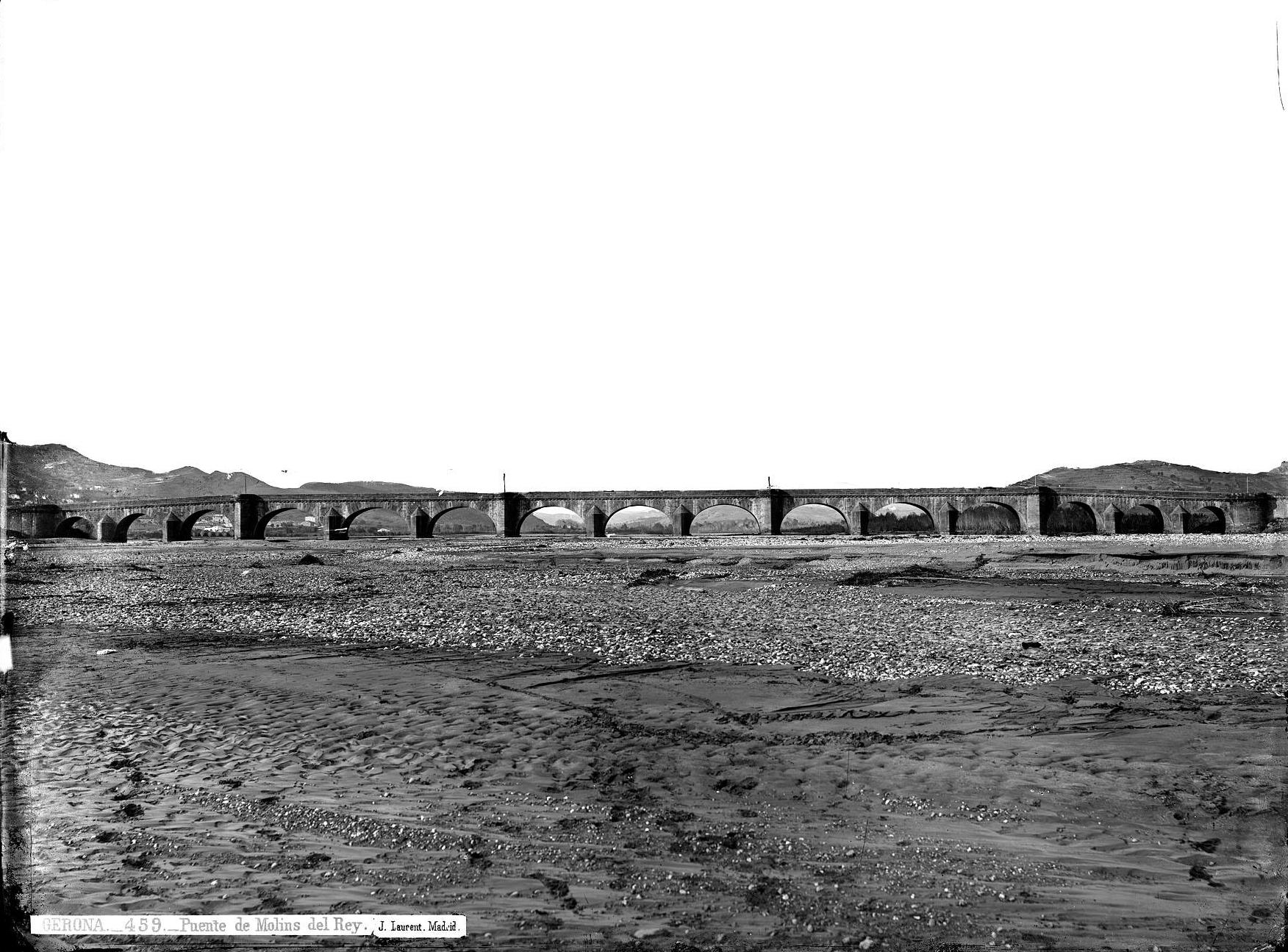
L'antic pont de Molins de Rei, cap a l'any 1867. Fotografia presa pel fotògraf José Martínez Sánchez, i distribuïda per J. Laurent, a partir de l'any 1870. Negatiu de vidre conservat a Madrid, a l'arxiu Ruiz Vernacci.

El Pont de Carles III era un pont d'estil neoclàssic construït per ordre de Carles III, del qual rebé el nom, sobre el riu Llobregat a l'alçada de Molins de Rei, que esdevingué clau per a la comunicació entre Barcelona i Madrid i entre les dues riberes de la part baixa del riu. Tenia quinze arcades de pedres d'un color argilós i rogenc, fet particular pel qual també era conegut com el Pont de les quinze arcades. A causa d'una extracció incontrolada d'àrids dels seus fonaments que afebliren, l'estructura s'esfondrà durant una forta riuada l'any 1971.

## L'origen
A la primeria del segle xviii, amb l'arribada de la dinastia borbònica al tron d'Espanya després de la victòria a la Guerra de Successió Espanyola, s'implantà una nova realitat política, la centralització territorial de tots els regnes que formaven la monarquia hispànica, amb Castella com a model uniformador reflectida en els Decrets de Nova Planta. En aquest context comencen a desenvolupar infraestructures per permetre vertebrar tot el territori amb el centre, amb Madrid, amb dues clares finalitats: disposar de vies en bon estat que permetessin un ràpid moviment de les tropes davant d'amenaces, tant interiors (acabava de finalitzar la guerra de Successió) com exteriors, i contribuir a la dinamització econòmica.
La història del pont de les quinze arcades comença l'any 1717 quan Felip V encarrega a Joris Prosper van Verboom, cap del cos d'enginyers dels seus exèrcits, la construcció d'un pas molt ferm sobre el riu Llobregat a la vora de Barcelona. La precarietat econòmica feu impossible la construcció.
Ja sota el regnat de Carles III, cinquanta anys més tard del primer projecte, comença la construcció l'octubre de 1763 sota la direcció de l'enginyer militar Pedro Martín Cermeño. Es fan servir els plans de Verboom, amb un pressupost inicial de 2.000 escuts i una mà d'obra formada principalment per presoners de guerra algerians, vigilats per un destacament de soldats. Les obres s'acaben quatre anys més tard, l'octubre de 1767.
També es construí a l'època el Pont del Lledoner, en el camí de l'Ordal, entre els actuals termes de Vallirana i Cervelló.

## El pont
| \| « \| Just al costat del poble, i sobre el mateix riu Llobregat, hi ha l'anomenat pont de Molins de Rei, que es compon de quinze arcs, adornat amb uns cadafals molt poblats d'arbres que l'embelleixen, i se semblant en tota la seva longitud al pont llarg d'Arangüez. I es formà aquest pont en l'any de 1769 a direcció del cos d'enginyers. Amb un peatge d'acord amb el de Castella, essent exempts de la seva construcció els individus de Molins de Rei, Pallejà i Sant Vicenç dels Horts. I aquest producte es de la Reial Hisenda i es troba destinat a la recomposició i formació dels camins del Principat. Pèls voltants del poble hi passa el camí general que dirigeix cap a les vies d' Aragó i València, que es divideixen al final del cadafal del pont, aquest camí es construí fa uns 26 anys a càrrec de la corona; té una amplada de 14 Vares, Hi ha una bona fonda[3] \| » \| | |   |
| | |   |
| « | Just al costat del poble, i sobre el mateix riu Llobregat, hi ha l'anomenat pont de Molins de Rei, que es compon de quinze arcs, adornat amb uns cadafals molt poblats d'arbres que l'embelleixen, i se semblant en tota la seva longitud al pont llarg d'Arangüez. I es formà aquest pont en l'any de 1769 a direcció del cos d'enginyers. Amb un peatge d'acord amb el de Castella, essent exempts de la seva construcció els individus de Molins de Rei, Pallejà i Sant Vicenç dels Horts. I aquest producte es de la Reial Hisenda i es troba destinat a la recomposició i formació dels camins del Principat. Pèls voltants del poble hi passa el camí general que dirigeix cap a les vies d' Aragó i València, que es divideixen al final del cadafal del pont, aquest camí es construí fa uns 26 anys a càrrec de la corona; té una amplada de 14 Vares, Hi ha una bona fonda | » |

El pont quedà configurat de la següent manera:
Longitud d'estrep a estrep era de 400 vares castellanes (334,36 metres). Amb quinze arcs, 9 centrals, de 19,22 m de llum, ovals i 6 restants de mig punt.
La longitud dels pilars era d'entre 4, 18 i 5 metres, rematats amb "plaçoletes" i "sombrerets".
Els estreps feien 8,36 metres i confrontaven dues torrasses semicilíndriques.
L'alçada del pont fins al "pretil" era de 10,45 metres en la zona dels estreps i de 12,82 metres en els arcs centrals.
La plataforma era d'11,70 metres d'ample, formada per la calçada i dues voreres d'1,39 metres amb guarda-rodes de protecció.
Cal destacar les solucions que s'implementaren els efectes de l'erosió Fluvial:
Aigües amunt i avall es construïren dues pantalles que confinaven l'empedrat de protecció dels fonaments dels pilars. Les dues fileres de pilons de fustes es clavaren a 5,85 metres dels paraments del pont. Cada Piló tenia un diàmetre de 0,28 m i se situaven a una distància de 0,84 m entre ells. Foren clavats a percussió fins a una profunditat de 5 metres. els pilons s'unien amb taulons de 0,5 m d'amplada. la pantalla s'unia al tallamar per tres traves, i aquesta part es va reforçar amb pilons addicionals. S'excavà l'espai entre pantalles fins a la segona filada de fonaments i es reompli amb pedres.
En referència a la geometria dels tallamar en el llibre Tratado de fortificaciones o arte de construir caminos militares y civiles de J. Muller l'autor elogia el disseny d'aquests :
| « | Aquesta disposició és molt més avantatjosa que l'ordinària de figura triangulat, no sols per a la major solidesa i bellesa que dona a la fàbrica, si no perquè el corrent hi fereix de tal manera que els fils de l'aigua que reflecteixen en surten divergents, i no conspiren a augmentar la velocitat en cap paratge determinat; es confonen els uns amb els altres, poden contribuir a fer que l'aigua passi pels arcs amb una velocitat un xic més uniforme; aquest fet contribueix molt a la permanència d'aquestes obres. | » |

## Pont estratègic
Donada la situació, el pont patí diferents atacs al llarg dels seus dos-cents i pocs anys d'existència, cosa que demostra la solidesa de la construcció, ja que resistí atacs d'artilleria i intents de voladura sense patir grans danys estructurals.
El bateig de foc li arribà durant la guerra del Francès durant la qual patí contínues accions bèl·liques per al seu control, amb conseqüències molt negatives per les poblacions veïnes, en especial Molins de Rei (vegeu les batalles de Molins de Rei de 1808) i de 1809). El pont era considerat un punt clau per a garantir el domini francès de les zones de l'interior de Catalunya.
Durant el segle xix el pont continua demostrant el seu valor estratègic en les guerres carlines. Així durant la Primera Guerra Carlina (1833-1840) el pont es va fortificar. Aquesta situació es repetí en la Segona Guerra Carlina (1846-1849). L'any 1874, enmig de la Tercera Guerra Carlina, les defenses del pont es tornaren a malmetre i es reconstruïren per tercer cop.
Durant la Guerra Civil (1936-1939) el pont torna a ser testimoni de fets violents: L'abril de 1937 hi va ser assassinat Roldan Cortada, secretari de treball de la Generalitat i militant de la Unió General de Treballadors (UGT), a mans de membres de la Federació Anarquista Ibèrica (FAI), i el maig de 1937 el govern republicà envià una columna des de València per restablir l'ordre a Barcelona. Els anarquistes, a evitar l'avanç de la dita columna intentaren fer volar el pont, que resistí sense gaires danys. El pont tornà a patir un altre intent de voladura el 25 de gener de 1939 per part de tropes republicanes per tal d'evitar l'avanç de les tropes nacionals. Amb tot, les tropes nacionals entrarien al poble l'endemà.

## La fi del pont
La gran transformació que experimenta el Baix Llobregat a partir de 1960, fa que la comarca tingui, l'any 1991, la més grossa densitat de carreteres de Catalunya. Això afecta decisivament el pont de Molins de Rei, que passa a suportar el trànsit dels 36.000 vehicles diaris que circulen per la N-340. En aquest context el pont pateix la primera gran agressió a la seva integritat: l'any 1967 s'amplia a quatre carrils el pas del pont, fet que n'altera sensiblement l'obra original i hi introdueix una sobrecàrrega considerable a l'estructura.
La construcció de l'autopista A-2 al marge esquerre del Llobregat, provocà una gran demanda d'àrids. Se'ls draga del riu i les extraccions arriben fins als mateixos fonaments del pont. El 1966 la situació del pont ja era preocupant: el nivell del riu havia baixat de dos metres i s'havien destruït els elements de pedra que protegien els pilons de fusta sobre els que s'assentava el pont, el que va deixar-los a mercè de la força del riu.
Davant aquesta evident degradació, el juliol de 1971 des del Museu de Molins de Rei es remet un estudi detallat on es denuncia l'estat del pont al Ministeri d'Obres Públiques, l'Ajuntament de Molins de Rei i a la premsa.
El 20 de setembre de 1971 té lloc la més gran riuada registrada del riu Llobregat (3.080 m³ per segon), que empitjora la situació. Davant d'aquest fet el Ministeri commença a reparar els fonaments del pont a final de novembre. La nit del 5 al 6 de desembre de 1971 una nova riuada, d'un cabal de 811 m³ per segon, provocà l'ensorrament d'un pilar i dos arcs del pont, que va provocar la mort d'una persona, el camioner Juan García Martínez, que travessava el pont en aquell instant. La commoció per aquest fet fou molt gran. Les comunicacions quedaren tallades entre les dues ribes del riu, es construeix d'un gual provisional i una passarel·la per a vianants i se suspengué el pagament del peatge de l'autopista A-2 fins a Martorell.
S'inicia el debat sobre el futur del pont. En principi hi havia la intenció clara de reconstruir-lo. Amb tot, el 30 de desembre una nova riuada va ensorrar dos arcs més i va malmetre el gual provisional. El director general de carreteres, Doadrio, va prometre reconstruir el pont ràpidament. Amb tot, el Ministeri d'obres públiques finalment optà per construir un pont nou en el mateix lloc on hi havia l'anterior, al·legant que la construcció d'un nou pont seria menys costosa en temps i diners. Paral·lelament, diverses entitats molinenques ajudades per altres entitats, com l'Acadèmia Sant Jordi o l'Academia de Bellas Artes de San Fernando i els col·legis professionals d'arquitectes, arquitectes tècnics, entre d'altres, sol·licitaren que el pont fos declarat monument historicoartístic. Aquest expedient no prosperà.
El 3 de febrer de 1972 es decretà la demolició total del vell pont, amb la suposada intenció de reconstruir-lo en un altre lloc. Les autoritats argumentaren que era possible fer una voladura controlada del pont i posteriorment reconstruir. El col·legi d'arquitectes tècnics indicà que aquest fet no era possible. La realitat posterior els donà la raó, a final d'abril les restes del pont restaren escampades pels marges del riu.